# Abdullah Ghamran
Abdullah Ghamran (Arabic:عبد الله غمران) (sinh ngày 4 tháng 7 năm 1994) là một cầu thủ bóng đá Các Tiểu vương quốc Ả Rập Thống nhất. Hiện tại anh thi đấu cho Al-Ain.